# Aloe mitriformis subsp. comptonii
Aloe mitriformis subsp. comptonii ist eine Unterart von Aloe mitriformis aus der Gattung der Aloen in der Unterfamilie der Affodillgewächse (Asphodeloideae). Das Epitheton comptonii ehrt den britischen Botaniker Robert Harold Compton (1886–1979), der an der Universität Kapstadt lehrte und zweiter Direktor der National Botanic Gardens of South Africa in Kirstenbosch war.

## Beschreibung

### Vegetative Merkmale
Aloe mitriformi subsp. comptonii wächst stammlos oder stammbildend und bildet in der Regel dichte Gruppen. Die kurzen Stämme werden nur selten bis zu 1 Meter lang. Die etwa 20 lanzettlich lang zugespitzten Laubblätter bilden Rosetten. Die Rosetten weisen einen Durchmesser von bis zu 60 Zentimeter auf und sind 40 bis 50 Zentimeter hoch. Die glauk-grüne, manchmal rötlich überhauchte Blattspreite ist bis zu 30 Zentimeter lang und 9 Zentimeter breit. Die Blattunterseite ist in der oberen Hälfte undeutlich gekielt. Der Kiel trägt bis zu sechs Stacheln, die zur Blattspitze hin größer werden. Die hellbraunen und an ihrer Basis weißen Zähne am Blattrand sind 2 bis 3 Millimeter lang und stehen 10 bis 15 Millimeter voneinander entfernt. Der Blattsaft ist trocken tieforange.

### Blütenstände und Blüten
Der Blütenstand besteht aus drei bis fünf (selten bis acht) Zweigen und ist 80 bis 100 Zentimeter lang. Die dichten, fast kopfigen mit rundlicher Spitze oder gelegentlich breit konischen Trauben sind bis zu 15 Zentimeter lang und 9 bis 10 Zentimeter breit. Die eiförmig-lanzettlichen, verjüngt zugespitzten Brakteen weisen eine Länge von 7 Millimeter auf und sind 3 Millimeter breit. Die trüb scharlachroten Blüten stehen an 30 bis 35 Millimeter langen Blütenstielen. Die Blüten sind 35 bis 40 Millimeter lang und an ihrer Basis kurz verschmälert. Oberhalb des Fruchtknotens sind sie leicht verengt und dann zu ihrer Mündung hin erweitert. Ihre äußeren Perigonblätter sind (fast) nicht miteinander verwachsen. Die Staubblätter und der Griffel ragen bis zu 5 Millimeter aus der Blüte heraus.

### Genetik
Die Chromosomenzahl beträgt {\displaystyle 2n=14}.

## Systematik und Verbreitung
Aloe mitriformi subsp. comptonii ist in den südafrikanischen Provinzen Westkap und Ostkap in flachen, steinigen Gegenden, auf sanften Hängen, Quarzitrippen und Felswänden verbreitet.
Die Erstbeschreibung als Aloe comptonii durch Gilbert Westacott Reynolds wurde 1950 veröffentlicht. Bernardus Joannes Maria Zonneveld stellte die Art 2002 als Unterart in die Art Aloe mitriformis.

## Nachweise